# Olympische Winterspiele 1994/Teilnehmer (Andorra)
| Gelbes Symbol für Goldmedaillen mit stilisierten Olympischen Ringen | Graues Symbol für Silbermedaillen mit stilisierten Olympischen Ringen | Braundes Symbol für Bronzemedaillen mit stilisierten Olympischen Ringen |
| ------------------------------------------------------------------- | --------------------------------------------------------------------- | ----------------------------------------------------------------------- |
| —                                                                   | —                                                                     | —                                                                       |

Andorra nahm an den Olympischen Winterspielen 1994 im norwegischen Lillehammer mit sechs Athleten, zwei Frauen und vier Männer, im alpinen Skilauf teil.

## Teilnehmer nach Sportarten

### Ski Alpin
| Athleten          | Wettbewerbe        | 1. Lauf     | 1. Lauf | 2. Lauf     | 2. Lauf | Gesamt      | Gesamt |
| Athleten          | Wettbewerbe        | Zeit        | Rang    | Zeit        | Rang    | Zeit        | Rang   |
| ----------------- | ------------------ | ----------- | ------- | ----------- | ------- | ----------- | ------ |
| Frauen            |                    |             |         |             |         |             |        |
| Vicky Grau        | Riesenslalom       | 1:26,05 min | 32      | DNF         | DNF     | DNF         | DNF    |
| Vicky Grau        | Slalom             | DNF         | DNF     | DNF         | DNF     | DNF         | DNF    |
| Vicky Grau        | Super-G            | —           | —       | —           | —       | 1:26,39 min | 36     |
| Caroline Poussier | Riesenslalom       | DNF         | DNF     | DNF         | DNF     | DNF         | DNF    |
| Caroline Poussier | Slalom             | 1:04,46 min | 31      | 1:02,36 min | 24      | 2:06,82 min | 24     |
| Männer            |                    |             |         |             |         |             |        |
| Gerard Escoda     | Alpine Kombination | 1:41,93 min | 40      | DNF         | DNF     | DNF         | DNF    |
| Gerard Escoda     | Riesenslalom       | DNF         | DNF     | DNF         | DNF     | DNF         | DNF    |
| Gerard Escoda     | Slalom             | DNF         | DNF     | DNF         | DNF     | DNF         | DNF    |
| Gerard Escoda     | Super-G            | —           | —       | —           | —       | 1:38,77 min | 44     |
| Víctor Gómez      | Riesenslalom       | DNF         | DNF     | DNF         | DNF     | DNF         | DNF    |
| Víctor Gómez      | Super-G            | —           | —       | —           | —       | 1:38,64 min | 43     |
| Santi López       | Super-G            | —           | —       | —           | —       | DNF         | DNF    |
| Ramón Rossell     | Super-G            | —           | —       | —           | —       | 1:40,25 min | 46     |